# Galen Robinson
Galen Robinson Sr. es un exjugador de baloncesto profesional, nacido en el estado de Texas, en el ano 1974. Galen se graduó de Aldine Macarthur Senior High School en 1994. Fue uno de los mejores jugadores de la escuela secundaria en el estado de Texas. También era un All-American en la escuela secundaria. Después de la graduación, fue a la Universidad de Houston, donde su hijo, Galen Robinson Jr. tuvo su punto de partida.

## Carrera deportiva
Galen Robinson es un exjugador profesional del año 1998 al 2009 con equipos como:
- Houston Cougars NCAA 1998

- Tampa Bay Windjammers USBL 1999

- Fargo Moorhead Beez IBA 1999

- Sopot Trefl DBE 1999

- Cocodrilos De Caracas LPN 1999

- The Philippines PBA 1999

- Harlem Globetrotters Competitive Team 1999

- Ulker Istanbul Liga de Baloncesto de Turquía 2000

- San Diego Stingrays IBL 2000

- Cocodrilos De Caracas LPN 2000

- Trenton Stars IBL 2001

- Sport Club Ulbra LNB 2004

- Correcaminos UAT Reynosa LNBP 2005

- Mineros de Cananea CIBACOPA 2006

- Correcaminos UAT Reynosa LNBP 2006

- Mineros de Cananea CIBACOPA 2007

- Pioneros de Quintana Roo LNBP 2007

- Correcaminos de UAT Victoria LNBP 2009

- Pioneros de Quintana Roo LNBP 2007

- Datos: Q5785717